# Список объектов всемирного наследия ЮНЕСКО в Германии
В списке Всеми́рного насле́дия ЮНЕ́СКО в Федерати́вной Респу́блике Герма́ния значится 51 наименование (на 2023 год), это составляет 4,1 % от общего числа (1248 на 2025 год). 48 объектов включены в список по культурным критериям, причём 14 из них признаны шедеврами человеческого гения (критерий i), а оставшиеся 3 объекта включены по природным критериям. Кроме этого, по состоянию на 2023 год, 8 объектов на территории Германии находятся в числе кандидатов на включение в список всемирного наследия.
Федеративная Республика Германия ратифицировала Конвенцию об охране всемирного культурного и природного наследия 23 августа 1976 года. Германская Демократическая Республика, до 1990 года являвшаяся независимым государством, также ратифицировала конвенцию 12 декабря 1988, однако ни одного объекта, находящегося на её территории, в список занесено не было. Первый объект, находящийся на территории ФРГ, был занесен в список в 1978 году на 2-й сессии Комитета всемирного наследия ЮНЕСКО.

## Список
В данной таблице объекты расположены в порядке их добавления в список всемирного наследия ЮНЕСКО.
| #  | Изображение | Название | Местоположение | Время создания             | Год внесения в список       | №    | Критерии           |
| -- | ----------- | --- | --- | -------------------------- | --------------------------- | ---- | ------------------ |
| 1  |             | Кафедральный собор в городе Ахен (нем. Aachener Dom) | Город: Ахен Федеральная земля: Северный Рейн-Вестфалия | VIII—IX век                | 1978                        | 3    | i, ii, iv, vi      |
| 2  |             | Кафедральный собор в городе Шпайер (нем. Dom zu Speyer) | Город: Шпайер Федеральная земля: Рейнланд-Пфальц | XI век                     | 1981                        | 168  | ii                 |
| 3  |             | Резиденция епископа с парком и дворцовой площадью в городе Вюрцбург (нем. Würzburger Residenz mit Hofgarten und Residenzplatz) | Город: Вюрцбург Федеральная земля: Бавария | XVIII век                  | 1981                        | 169  | i, iv              |
| 4  |             | Паломническая церковь в Висе (нем. Wallfahrtskirche auf der Wies) | Деревня: Вис Коммуна: Штайнгаден Федеральная земля: Бавария | XVIII век                  | 1983                        | 271  | i, iii             |
| 5  |             | Дворец Аугустусбург и охотничий замок Фалькенлуст в городе Брюль (нем. Schlösser Augustusburg und Falkenlust in Brühl) | Город: Брюль Федеральная земля: Северный Рейн-Вестфалия | XVIII век                  | 1984                        | 288  | ii, iv             |
| 6  |             | Кафедральный собор Св. Марии и церковь Св. Михаила в городе Хильдесхайм (нем. Dom St. Mariae und Michaeliskirche in Hildesheim) | Город: Хильдесхайм Федеральная земля: Нижняя Саксония | XI век                     | 1985                        | 187  | i, ii, iii         |
| 7  |             | Достопримечательности города Трир: (нем. Römische Baudenkmäler, Dom und Liebfrauenkirche in Trier) * Порта Нигра * Либфрауэнкирхе * Амфитеатр * Императорские термы * Базилика Константина * Термы Барбары * Римский мост * Игельская колонна * Трирский собор | Город: Трир Федеральная земля: Рейнланд-Пфальц | I—III век                  | 1986                        | 367  | i, iii, iv, vi     |
| 8  |             | Ганзейский город Любек (нем. Historische Hansestadt Lübeck) | Город: Любек Федеральная земля: Шлезвиг-Гольштейн | XV—XVI век                 | 1987                        | 272  | iv                 |
| 9  |             | Дворцы и парки Потсдама и Берлина (нем. Schlösser und Gärten von Potsdam und Berlin) | Города: Потсдам и Берлин Федеральные земли: Бранденбург и Берлин | 1730—1916                  | 1990, 1992, 1999            | 532  | i, ii, iv          |
| 10 |             | Монастырь и надвратная капелла в городе Лорш (нем. Abtei und Altenmünster des Klosters Lorsch) | Город: Лорш Федеральная земля: Гессен | VIII—IX век                | 1991                        | 515  | iii, iv            |
| 11 |             | Старинные рудники Раммельсберга, исторический город Гослар и Водозаборные сооружения в верховьях Гарца (нем. Bergwerk Rammelsberg und die Altstadt von Goslar)                                                                                                 | Город: Гослар Федеральная земля: Нижняя Саксония | XV—XIX век                 | 1992, расширен в 2010       | 623  | i, iv              |
| 12 |             | Город Бамберг (нем. Altstädte von Bamberg) | Город: Бамберг Федеральная земля: Бавария | XII—XVIII век              | 1993                        | 624  | ii, iv             |
| 13 |             | Монастырский комплекс Маульбронн (нем. Zisterzienserabtei Kloster Maulbronn) | Город: Маульбронн Федеральная земля: Баден-Вюртемберг | XII век                    | 1993                        | 546  | ii, iv             |
| 14 |             | Коллегиатская церковь, замок и Старый город в Кведлинбурге (нем. Stiftskirche und Altstadt Quedlinburg) | Город: Кведлинбург Федеральная земля: Саксония-Анхальт | —                          | 1994                        | 535  | iv                 |
| 15 |             | Железоделательный завод в городе Фёльклинген (нем. Eisenhütte in Völklingen) | Город: Фёльклинген Федеральная земля: Саар | XIX—XX век                 | 1994                        | 687  | ii, iv             |
| 16 |             | Ископаемые находки в карьере Мессель (нем. Grube Messel) | Район: Дармштадт-Дибург Федеральная земля: Гессен | 57—36 млн лет до н. э.     | 1995                        | 720  | viii               |
| 17 |             | Кафедральный собор в городе Кёльн (нем. Kölner Dom) | Город: Кёльн Федеральная земля: Северный Рейн-Вестфалия | XIII—XIX век               | 1996                        | 292  | i, ii, iv          |
| 18 |             | Баухаус и связанные с ним объекты в Веймаре, Дессау и Бернау (нем. Das Bauhaus und seine Stätten in Weimar, Dessau und Bernau) | Города: Веймар, Дессау, Бернау Федеральная земля: Тюрингия, Саксония-Анхальт, Бранденбург | XX век                     | 1996, расширен в 2017       | 729  | ii, iv, vi         |
| 19 |             | Памятные места Лютера в городах Айслебен и Виттенберг (нем. Lutherstädte Eisleben und Wittenberg) | Город: Айслебен и Виттенберг Федеральная земля: Саксония-Анхальт | XV—XVI век                 | 1996                        | 783  | iv, vi             |
| 20 |             | «Классический Веймар» (нем. Klassisches Weimar) | Город: Веймар Федеральная земля: Тюрингия | XVIII—XIX век              | 1998                        | 846  | iii, vi            |
| 21 |             | Музейный остров в Берлине (нем. Museumsinsel in Berlin) | Город: Берлин Федеральная земля: Берлин | XIX—XX век                 | 1999                        | 896  | ii, iv             |
| 22 |             | Замок Вартбург (нем. Wartburg bei Eisenach) | Город: Эйзенах Федеральная земля: Тюрингия | XI век                     | 1999                        | 897  | iii, vi            |
| 23 |             | «Парковое королевство» Дессау-Вёрлиц (нем. Dessau-Wörlitzer Gartenreich) | Город: Дессау и Вёрлиц Федеральная земля: Саксония-Анхальт | XVIII век                  | 2000                        | 534  | ii, iv             |
| 24 |             | Монастырский остров Райхенау (нем. Klosterinsel Reichenau im Bodensee) | Остров на Боденском озере Федеральная земля: Баден-Вюртемберг | VIII—XI век                | 2000                        | 974  | iii, iv, vi        |
| 25 |             | Старая угольная шахта Цольферайн в городе Эссен (нем. Zeche Zollverein und Kokerei Zollverein) | Город: Эссен Федеральная земля: Северный Рейн-Вестфалия | XX век                     | 2001                        | 975  | ii, iii            |
| 26 |             | Долина Среднего Рейна (нем. Kulturlandschaft Oberes Mittelrheintal zwischen Bingen/Rüdesheim und Koblenz) | Участок долины среднего Рейна длиной 65 км между городами Бинген-на-Рейне и Кобленц Федеральная земля: Рейнланд-Пфальц                                                                                          | —                          | 2002                        | 1066 | ii, iv, v          |
| 27 |             | Исторические центры городов Висмар и Штральзунд (нем. Die historischen Altstädte Stralsund und Wismar) | Город: Висмар и Штральзунд Федеральная земля: Мекленбург — Передняя Померания | XIV—XVIII век              | 2002                        | 1067 | ii, iv             |
| 28 |             | Бременская ратуша и статуя Роланда на Рыночной площади (нем. Bremer Rathaus und Bremer Roland) | Город: Бремен Федеральная земля: Бремен | XV век                     | 2004                        | 1087 | iii, iv, vi        |
| 29 |             | Парк Мускау / Парк Музаковски (нем. Fürst-Pückler-Park Bad Muskau) | Ближайший город: Бад-Мускау Федеральная земля: Свободное государство Саксония (совместно с Польшей) | XIX век                    | 2004                        | 1127 | i, iv              |
| 30 |             | Укрепленные рубежи Римской империи (нем. Obergermanisch-Rätischer Limes) | Участок длиной 550 км, идущий с северо-запада Германии к Дунаю на юго-востоке (совместно с Великобританией) | II век                     | 1987, расширен в 2005, 2008 | 430  | i, ii, iii, iv, vi |
| 31 |             | Старый город в Регенсбурге, включая район Штадтамхоф (нем. Altstädte von Regensburg) | Город: Регенсбург Федеральная земля: Бавария | XI—XIII век                | 2006                        | 1155 | ii, iii, iv        |
| 32 |             | Берлинские жилые комплексы эпохи модернизма (нем. Siedlungen der Berliner Moderne) * Хуфайзен * Фалькенберг (район Берлина) * Шиллерпарк * комплекс Карла Легина * Белый город (Берлин)                                                                        | Город: Берлин | XX век                     | 2008                        | 1239 | ii, iv             |
| 33 |             | Ваттовое море (нем. Wattenmeer der Nordsee) | Федеральные земли: Нижняя Саксония, Шлезвиг-Гольштейн (совместно с Нидерландами, Данией) | —                          | 2009, расширен в 2014       | 1314 | viii, ix, x        |
| 34 |             | Девственные буковые леса в Карпатах и других регионах Европы (нем. Urwaldartige Buchenwälder Deutschlands) | Федеральные земли: Бранденбург, Гессен, Мекленбург — Передняя Померания, Тюрингия (совместно с Австрией, Албанией, Бельгией, Болгарией, Испанией, Италией, Румынией, Словакией, Словенией, Украиной, Хорватией) | —                          | 2007, расширен в 2011, 2017 | 1133 | ix                 |
| 35 |             | Фабрика Фагуса в Альфельде (нем. Fagus-Werk in Alfeld) | Город: Альфельд Федеральная земля: Нижняя Саксония | 1911—1914                  | 2011                        | 1368 | ii, iv             |
| 36 |             | Доисторические свайные жилища в окрестностях Альп (нем. Prähistorische Pfahlbauten um die Alpen) (18 пунктов) | Федеральные земли: Бавария, Баден-Вюртемберг (совместно с Францией, Швейцарией, Австрией, Италией, Словенией)                                                                                                   | V — I тысячелетие до н. э. | 2011                        | 1363 | iii, v             |
| 37 |             | Маркграфский оперный театр (нем. Markgräfliches Opernhaus in Bayreuth) | Город: Байройт Федеральная земля: Бавария | 1744—1748                  | 2012                        | 1379 | i, iv              |
| 38 |             | Горный парк Вильгельмсхёэ (нем. Bergpark Wilhelmshöhe) | Город: Кассель Федеральная земля: Гессен | 1696—1866                  | 2013                        | 1413 | iii, vi            |
| 39 |             | Вестверк эпохи Каролингов и аббатство Корвей (англ. Carolingian Westwork and Civitas Corvey) | Город: Хёкстер Федеральная земля: Северный Рейн-Вестфалия | 822                        | 2014                        | 1447 | ii, iii, iv        |
| 40 |             | «Дом Чили», кварталы Шпайхерштадт и Конторхаус (нем. Speicherstadt und Chilehaus mit dem Kontorhausviertel in Hamburg) | Город: Гамбург | 1883—1928 1922—1924        | 2015                        | 1467 | i, iii, iv         |
| 41 |             | Архитектурное наследие Ле Корбюзье: выдающийся вклад в модернизм (нем. Das architektonische Werk Le Corbusiers)) всего 17 объектов в 7 странах в Германии: дома Вайсенхофа                                                                                     | Город: Штутгарт Федеральная земля: Баден-Вюртемберг (совместно с Аргентиной, Бельгией, Индией, Францией, Швейцарией, Японией)                                                                                   | XX век                     | 2016                        | 1321 | i, ii, vi          |
| 42 |             | Пещеры и искусство Ледникового периода в Швабском Альбе (нем. Höhlen und Eiszeitkunst im Schwäbischen Jura) | Федеральная земля: Баден-Вюртемберг | 43 000—33 000 лет назад    | 2017                        | 1527 | iii                |
| 43 |             | Наумбургский кафедральный собор (нем. Naumburger Dom) | Город: Наумбург Федеральная земля: Саксония-Анхальт | 1028—1260                  | 2018                        | 1470 | i, ii              |
| 44 |             | Пограничный археологический ландшафт Хедебю (а) и Даневирке (б) (нем. Archäologischer Grenzkomplex Haithabu und Danewerk) | Федеральная земля: Шлезвиг-Гольштейн | VI—XII века                | 2018                        | 1553 | iii, iv            |
| 45 |             | Горнодобывающий регион Erzgebirge/Krušné hory (нем. Montanregion Erzgebirge/Krušnohoří) | Федеральная земля: Свободное государство Саксония (совместно с Чехией) | С XII по XX век            | 2019                        | 1478 | ii, iii, iv        |
| 46 |             | Система управления водными ресурсами Аугсбурга (нем. Augsburger Wassermanagement-System) | Город: Аугсбург Федеральная земля: Бавария | С XIV века                 | 2019                        | 1580 | ii, iv             |
| 47 |             | Укреплённые рубежи Римской империи — Дунайские рубежи (западный сегмент) (нем. Grenzen des Römischen Reichs – Donaulimes (westliches Segment)) | Федеральные земли: Бавария, Нижняя Бавария (совместно с Австрией и Словакией) |                            | 2021                        | 1608 | ii, iii, iv        |
| 48 |             | Великие курортные города Европы Всего 11 объектов в 7 странах, в Германии: 3 (нем. Bedeutende Kurstädte Europas) | Города: Бад-Эмс, Баден-Баден, Бад-Киссинген Федеральные земли: Баден-Вюртемберг, Бавария, Рейнланд-Пфальц (совместно с Австрией, Бельгией, Великобританией, Италией, Францией и Чехией)                         | С XVIII века               | 2021                        | 1613 | ii, iii            |
| 49 |             | Матильденхёэ, Дармштадт (нем. Mathildenhöhe Darmstadt) | Город: Дармштадт Федеральная земля: Гессен | 1901—1914                  | 2021                        | 1614 | ii, iv             |
| 50 |             | Укреплённые рубежи Римской империи — Нижнегерманские рубежи (нем. Grenzen des Römischen Reiches – Niedergermanischer Limes) | Федеральные земли: Северный Рейн-Вестфалия, Рейнланд-Пфальц (совместно с Нидерландами) | I — V век                  | 2021                        | 1631 | ii, iii, iv        |
| 51 |             | Объекты в городах ШУМ — Шпайере, Вормсе и Майнце (нем. SchUM-Stätten von Speyer, Worms und Mainz | Города: Шпайер, Вормс, Майнц Федеральная земля: Рейнланд-Пфальц | с X века                   | 2021                        | 1636 | ii, iii, vi        |
| 52 |             | Старая синагога и миква в Эрфурте (нем. Alte Synagoge und Mikwe in Erfurt) | Город: Эрфурт Федеральная земля: Тюрингия | с XI века                  | 2023                        | 1656 | iv                 |

### Исключённые из списка объекты
| # | Изображение | Название                                                                | Местоположение                             | Время создания | Годы в списке | №    | Критерии       |
| - | ----------- | ----------------------------------------------------------------------- | ------------------------------------------ | -------------- | ------------- | ---- | -------------- |
| 1 |             | Долина Эльбы у Дрездена (включая центр Дрездена) (нем. Dresdner Elbtal) | Город: Дрезден Федеральная земля: Саксония | —              | 2004—2009     | 1156 | ii, iii, iv, v |

## Предварительный список
В данном списке указаны объекты, предложенные правительством Германии в качестве кандидатов на занесение в список всемирного наследия и перечисленные на сайте ЮНЕСКО. Объекты расположены в порядке их добавления в предварительный список.
| # | Изображение | Название | Местоположение                                     | Время создания  | Год внесения в список | №    | Критерии        |
| - | ----------- | --- | -------------------------------------------------- | --------------- | --------------------- | ---- | --------------- |
| 1 |             | Комплекс социальных учреждений Франке в Галле (нем. Franckesche Stiftungen in Halle an der Saale) | Город: Галле Федеральная земля: Саксония-Анхальт   | 1695—1748       | 1999                  | 1368 | iii, iv, vi     |
| 2 |             | Памятные места и артефакты эпохи викингов (нем. Danewerk/Haithabu) а) Даневирке б) Хедебю | Федеральная земля: Шлезвиг-Гольштейн               | С VII века      | 2011                  | 5591 | iii             |
| 3 |             | Еврейское кладбище в Альтоне (нем. Jüdischer Friedhof Altona Königstraße) | Город: Гамбург                                     | с 1616          | 2015                  | 5973 | ii, iii, iv, vi |
| 4 |             | Альпийские и приальпийские луговые и болотные ландшафты (исторические антропогенные ландшафты в Верденфельзер-Ланд, Аммергау, Штаффельзе, Мурнауэр-Мос, район Гармиш-Партенкирхен) (нем. Alpine und voralpine Wiesen- und Moorlandschaften) а) Горные и холмистые луга в районе Верденфельзер-Ланд б) Болота долины реки Лойзах в) Мурнауэр-Мос и болота к западу от озера Штаффельзе г) Горные и болотистые луга долины реки Аммер | Федеральная земля: Бавария                         | с 3700 до н. э. | 2015                  | 5974 | v               |
| 5 |             | Шверинский замок (нем. Residenzensemble Schwerin | Федеральная земля: Мекленбург — Передняя Померания | XIX век         | 2015                  | 5976 | iii, vi         |
| 6 |             | Мечты в камне — дворцы короля Баварии Людвига II: Нойшванштайн, Линдерхоф, Херренкимзе (нем. Gebaute Träume – Die Schlösser Neuschwanstein, Linderhof und Herrenchiemsee des Bayerischen Königs Ludwig II) а) Нойшванштайн б) Линдерхоф в) Королевская усадьба на Шахене г) Херренкимзе | Федеральная земля: Бавария                         | XIX век         | 2015                  | 5983 | i, iii, iv, vi  |